# عين بوسيف
عين بوسيف بلدية جزائرية تتبع إداريا لدائرة عين بوسيف بولاية المدية. كانت تعرف باسم أولاد إعلان وتقع على تراب ولاية تيطري قديما التي تعرف الآن بولاية المدية، وعرفت باسم عين بوسيف منذ تاريخ 15 ديسمبر 1905.
تاريخيا، سميت باسم عين بوسيف لأنه في القديم مرت قافلة من الرحل تمكن العطش منهم فقام أحدهم بضرب سيفه في الأرض فانفجرت منه عين فسميت منذ ذلك الوقت بعين بوسيف.
بلدية عين بوسيف منطقة تاريخية قديمة يعود تاريخها إلى ما قبل سنة 1830 والممتد إلى عهد الدولة الحمادية «آشير».

## الموقع الجغرافي والتضاريس
تقع بلدية عين بوسيف في الجزء الجنوبي الشرقي لولاية المدية وتبعد عن الولاية بـ 75 كلم و170 كلم عن العاصمة.
تعلو عن سطح البحر بـ 1280 م وهي مجابهة للأطلس التلي محاذاة الهضاب العليا وبالتحديد من الجانب الجنوبي لأعالي التيطري، وتضم عدة مرتفعات وجبال من الصخور وتقسم منطقة عين بوسيف إلى قسمين واضحين: الهضاب ويشمل الجهة الشمالية للبلدية والقسم الثاني فهو التل.

### الهضاب
- هضبة طولها 16 كلم تبدأ من منطقة النحار إلى عين الديس.
- - هضبة طولها 500 م تسمى الضلعة.
- - هضبة طولها 900 م تسمى عين أحمد.

### التلال
توجد من الجهة الجنوبية مع حدود ولاية الجلفة على مساحة شاسعة مقدرة بمئات الهكتارات.
تقدر مساحة دائرة عين بوسيف بـ 314 كلم2.

## الطرق والمسالك
تشتمل على شبكة من الطرقات مهمة جدا تربط عدة مناطق:
- - الطريق الوطني رقم 60 الذي يعبر المدينة من محور شرق غرب.
- - الطريق الوطني رقم 40 الذي يقع في أقصى جنوب البلدية ويعبر على حدودها في محور شرق غرب.
- - الطريق الولائي رقم 38 الذي يربط مركز بلدية عين بوسيف مع بلدية البيرين مرورا بالمنطقة الغربية في محور شرق غرب.
- - الطريق الولائي رقم 1 يربط الشمال الغربي للبلدية.

بالنسبة للمسالك الثانوية:
- - مسلك أولاد عيسى: يبدأ من الطريق الولائي رقم 1 وينتهي بفرقة أولاد عيسى.
- - مسلك النحار: يربط ما بين الطريق الولائي رقم 1 والطريق الوطني رقم 60.
- - مسلك عين التوتة الغربية: يربط ما بين مسلك ريفي عين التوتة والطريق الولائي.